# Bernate Ticino
Bernate Ticino ist eine Gemeinde mit 2939 Einwohnern (Stand 31. Dezember 2023) in der Metropolitanstadt Mailand, Region Lombardei.
Die Nachbarorte von Bernate Ticino sind Cuggiono, Galliate (NO), Mesero, Marcallo con Casone, Romentino (NO), Boffalora sopra Ticino und Trecate (NO).

## Bevölkerungsentwicklung
Bernate Ticino zählt 1234 Privathaushalte. Zwischen 1991 und 2001 stieg die Einwohnerzahl von 2758 auf 2941. Dies entspricht einer prozentualen Zunahme von 6,6 %.